# Piteå HC
Der Piteå HC ist ein 1986 gegründeter schwedischer Eishockeyklub aus Piteå. Die Mannschaft spielt in der drittklassigen Hockeyettan.

## Geschichte
Der Verein wurde 1986 gegründet. Er entstand durch den Zusammenschluss der Eishockeyabteilungen von Piteå IF, Munksunds S/SK und Öjeby IF. Die Mannschaft nahm bereits in ihrer Premierenspielzeit an der damals noch zweitklassigen Division 1 teil. Der Verein nahm zuletzt in der Saison 2004/05 an der neuen zweiten Spielklasse, der HockeyAllsvenskan, teil. Seither spielt er in der drittklassigen Hockeyettan und scheiterte mehrfach erst in der Relegation am Wiederaufstieg.

## Bekannte ehemalige Spieler
- Jaroslav Buchal
- Karl Fabricius
- Tomas Holmström
- Alexander Kuzminski
- Pär Lindholm
- Matias Loppi
- Mattias Öhlund
- Mikael Renberg
- Henrik Tallinder